# Südbrücke (Kiew)
Die Südbrücke (ukrainisch Південний міст/Piwdennyj Mist, russisch Южный мост/Juschny Most) ist eine  kombinierte Autobahn- und Eisenbahnbrücke über den Dnepr im Süden der ukrainischen Hauptstadt Kiew. Sie ist die wichtigste Brücke auf dem Weg zum Flughafen Kiew-Boryspil.

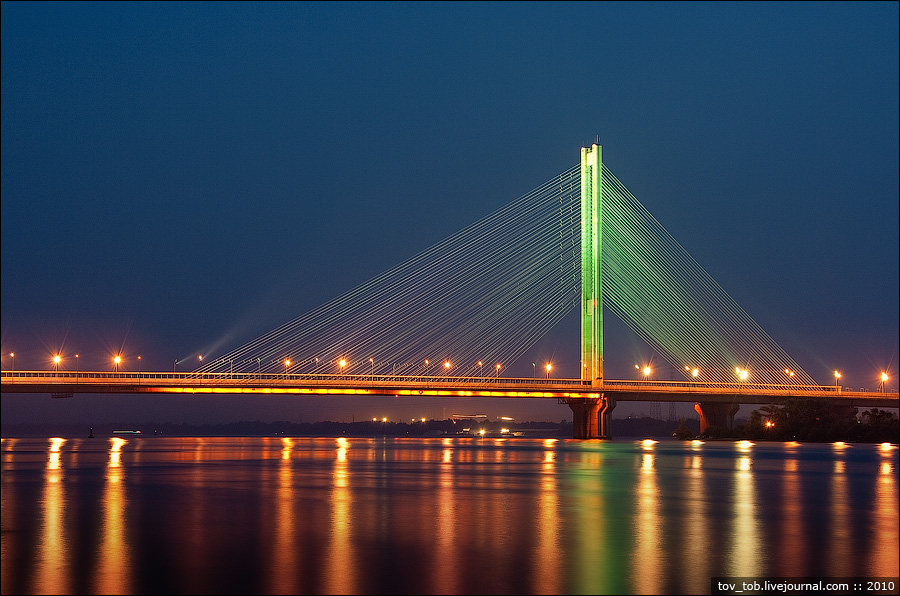
Beleuchtete Südbrücke

Die Schrägseilbrücke ist mit einer Länge von 1227 m eine der längsten Brücken der Ukraine.
Chefingenieur der am 25. Dezember 1990 eröffneten Brücke war der Kiewer Brückenbauingenieur Heorhij Fuks.
Die  41,6 m breite Brücke hat je drei Fahrspuren für den Straßenverkehr (M 03/E 40) zu beiden Seiten der zwei Gleise der Kiewer Metro, die erstmals 1992 die Brücke befuhr. Im Westen schließt sich eine 1400 m lange Hochstraße bis zum Kreuzungsbauwerk mit der Naddniprjansske-/ Stolychne-Stadtautobahn an.
Die Südbrücke und die Hochstraße haben keine Pannenstreifen und zu beiden Seiten sehr enge Gehwege, zu denen es Zugänge aber nur an den westlichen und östlichen Enden gibt. Wegen ihrer Länge von rund 2,6 km werden sie praktisch nur vom Wartungspersonal der Brücken benutzt. Unter der Brücke und der Hochstraße sind vier große Rohre für Kalt- und Warmwasser angebracht.
Die Südbrücke besteht aus einer 564,5 m langen Schrägseilbrücke über der Fahrrinne vor dem linken, östlichen Ufer und einer 662,5 m langen Balkenbrücke über dem westlichen Teil des Dnepr. Ihre 14 Felder haben Pfeilerachsabstände (von West nach Ost) der Balkenbrücke von 50 + 7x79 + 59,5 m und der Schrägseilbrücke von 60 + 63 + 271 + 90 + 80,5 m.
Der Fahrbahnträger hat drei parallele Hohlkästen. Östlich des Pylons besteht er aus Stahl. Seine drei Felder über der Fahrrinne sind eine Konstruktion aus orthotropen Platten. Westlich des Pylons besteht der Fahrbahnträger aus Spannbeton.
Der insgesamt 133 m hohe Pylon überragt die Fahrbahn um 110 m. Er besteht aus zwei senkrechten Stahlbetonstielen zu beiden Seiten der Metrogleise, die durch Traversen am Kopf und im unteren Drittel verbunden sind. Die asymmetrisch angeordneten Schrägseile sind ebenfalls neben den Metrogleisen verankert.
Die Baukosten betrugen 112 Millionen sowjetische Rubel oder etwa 200 Mio. US-$.